# هرمون منشط للحوصلة
هرمون منبه للجريب  أو الهرمون المنشط للحوصلة (بالإنجليزية: Follicle-stimulating hormone)‏ هو هرمون يُفرز في الاٍنسان والحيوانات، تنتجه موجهات الغدد التناسلية الخاصة بالغدة النخامية الأمامية. الهرمون المنبه للجريب ينظم النمو والبلوغ الجنسي وعمليات التكاثر في الجسم. الهرمون المنبه للجريب والهرمون المنشط للجسم الأصفر "LH" لهما عمل متكامل ومتأزر في التكاثر.